# Vicarious Visions
Blizzard Albany is een Amerikaanse computerspelontwikkelaar dat in 1990 is opgericht als Vicarious Visions.

## Geschiedenis
Het bedrijf werd opgericht in 1990 door de broers Karthik en Guha Bala, die toen nog op de middelbare school zaten. Ze kregen naamsbekendheid toen ze de Tony Hawk-spellen voor de Game Boy Advance mochten ontwerpen en programmeren.
Blizzard Albany (toen nog bekend als Vicarious Visions) ontwierp tevens Spider-Man 2 en Ultimate Spider-Man voor de Nintendo DS. Ook is het bedrijf bekend van Crash Nitro Kart, de Wii-versies van Guitar Hero, de Skylanders-serie, en succesvolle remakes van Jedi Knight II, Jedi Academy en Doom 3.
Het bedrijf werd in 2005 overgenomen door Activision Blizzard. In april 2016 werd bekend dat de broers Bala het bedrijf verlieten.
Op 12 april 2022 kondigde de studio aan dat ze officieel samengevoegd zijn met Blizzard Entertainment. Ze zullen nog steeds vanuit Albany werken, maar vanaf nu focust de studio op het ondersteunen van Blizzard bij de ontwikkeling van nieuwe games.

## Ontwikkelde spellen
Een selectie van ontwikkelde spellen:
| Jaar | Titel                                           | Platform                                                     |
| ---- | ----------------------------------------------- | ------------------------------------------------------------ |
| 1996 | Synnergist                                      | DOS                                                          |
| 1998 | Vigilante 8                                     | Game Boy Color                                               |
| 2000 | Spider-Man                                      | Game Boy Color                                               |
| 2001 | Spider-Man 2: Enter Electro                     | PlayStation                                                  |
| 2001 | Tony Hawk's Pro Skater 2                        | Game Boy Advance                                             |
| 2002 | Tony Hawk's Pro Skater 4                        | Game Boy Advance, PlayStation                                |
| 2002 | Star Wars Jedi Knight II: Jedi Outcast          | GameCube, Xbox                                               |
| 2003 | Crash Bandicoot 2: N-Tranced                    | Game Boy Advance                                             |
| 2003 | X2: Wolverine's Revenge                         | Game Boy Advance                                             |
| 2003 | Finding Nemo                                    | Game Boy Advance                                             |
| 2003 | Jet Set Radio                                   | Game Boy Advance                                             |
| 2003 | Disney's Extreme Skate Adventure                | Game Boy Advance                                             |
| 2003 | Tony Hawk's Underground                         | Game Boy Advance                                             |
| 2003 | SpongeBob SquarePants: Battle for Bikini Bottom | Game Boy Advance                                             |
| 2003 | Crash Nitro Kart                                | Game Boy Advance, GameCube, PlayStation 2, Xbox, N-Gage      |
| 2003 | Star Wars Jedi Knight: Jedi Academy             | Xbox                                                         |
| 2004 | Tony Hawk's Underground 2                       | Game Boy Advance                                             |
| 2004 | That's So Raven                                 | Game Boy Advance                                             |
| 2005 | Doom 3                                          | Xbox                                                         |
| 2005 | Batman Begins                                   | Game Boy Advance                                             |
| 2005 | X-Men Legends II: Rise of Apocalypse            | PlayStation Portable                                         |
| 2005 | Tony Hawk's American Sk8land                    | Game Boy Advance, Nintendo DS                                |
| 2007 | Guitar Hero III: Legends of Rock                | Wii                                                          |
| 2008 | Kung Fu Panda                                   | Nintendo DS                                                  |
| 2009 | Guitar Hero 5                                   | Wii                                                          |
| 2011 | Skylanders: Spyro's Adventure                   | Nintendo 3DS                                                 |
| 2012 | Skylanders: Giants                              | Wii U                                                        |
| 2013 | Skylanders: Swap Force                          | PlayStation 3, PlayStation 4, Xbox 360, Xbox One, Wii U      |
| 2015 | Skylanders: SuperChargers                       | PlayStation 3, PlayStation 4, Xbox 360, Xbox One, Wii U, iOS |
| 2017 | Crash Bandicoot N. Sane Trilogy                 | PlayStation 4, Xbox One, Windows, Switch                     |
| 2020 | Tony Hawk's Pro Skater 1 + 2                    | PlayStation 4, Xbox One, Windows                             |